# دمی لواتو: رقصیدن با شیطان
دمی لواتو: رقصیدن با شیطان (انگلیسی: Demi Lovato: Dancing with the Devil) یک مجموعهٔ مستند در سال ۲۰۲۱ درمورد زندگی و حرفهٔ دمی لواتو، خواننده و بازیگر آمریکایی است. این مجموعه که از ۲۳ مارس ۲۰۲۱ در یوتیوب آغاز می‌شود، قرار است طیف وسیعی از موضوع‌ها از جمله مصرف بیش از حد مواد مخدر لواتو در سال ۲۰۱۸ را پوشش دهد.
نام مستند از تک آهنگ رقصیدن با شیطان برگرفته شده است که در ۲۶ مارس ۲۰۲۱ منتشر شد.